# Cyril Alden
Cyril Alden (n. 6 noiembrie 1887, Greater London, Anglia, Regatul Unit al Marii Britanii și Irlandei – d. 25 iunie 1965, Shipdham⁠(d), Breckland, Anglia, Regatul Unit) a fost un ciclist de performanță ce a reprezentat Regatul Unit al Marii Britanii și al Irlandei de Nord, medaliat olimpic. A participat la două ediții ale Jocurilor Olimpice (1920, 1924) în care a câștigat două medalii de argint.